# Adiantum vogelii
Adiantum vogelii là một loài thực vật có mạch trong họ Adiantaceae. Loài này được Mett. ex Keys miêu tả khoa học đầu tiên năm 1868.